# انتقام (فلم)
انتقام (بالإنجليزية: Revenge) فيلم حركة رعب فرنسي تم إصداره عام 2017 من إخراج وتأليف كورالي فارغيت. و بطولة ماتيلدا لوتر، وكيفن جانسينز.

## قصة الفيلم
قصة الفلم تبدأ بوصول مروحية إلى أحد البيوت الوجودة في الصحراء، تنزل من المروحية فتاة(ريف) تجد في استقبالها أحد الشبان وبعد ذلك يسلم ربان المروحية ذلك الشاب(ريتشارد) كيس صغير سيتضح من بعد أنه مخدرات. تدخل الفتاة المبنى وتبدأ مغامرة جنسية بينها وبين الشاب الذي هو في الأصل متزوج وله أبناء وبعد أن تكون الفتاة خارجة إلى فناء البيت تفاجئ بوجود شخصين بالباب يحملان بنادق وتكون الفتاة أخدت لتوها تفاحة فتسقطها بعد أن قامت بقضمها ليتضح أن هؤلاء الأشخاص الثلاثة هم أصدقاء غير أن توجه ريتشارد في الصباح الموالي نحو المدينة من أجل إحضار جوازات سفر لأصدقاءه سيجد أن أحدهما قام باغتصاب صديقته. بعد ذلك تصل الشابة المروحية لتقلها من جديد غير أن ريتشارد يطلب منها البقاء فترفض بعد ذلك وتهرب خارج المبنى فيتبعونها جميعا فيسقطها ريتشارد من أحد المنحدرات غير أن الفتاة لم تمت فقاموا جميعهم بتقفي أثرها من أجل النيل منها لكنها تنتقم منهم جميعا وتقتلهم الواحد تلو الآخر.

## طاقم العمل
| الممثلين                | الدور   |
| ----------------------- | ------- |
| ماتيلدا أنا انغريد لوتز | جين     |
| فنسنت كولومبي           | ستان    |
| غيوم بوشيدي             | ديمتري  |
| كيفن يانسن              | ريتشارد |

## روابط خارجية
- مقالات تستعمل روابط فنية بلا صلة مع ويكي بيانات